# كيفن كان
كيفن كان (بالإنجليزية: Kevin Kane)‏ هو متسابق بياثل بريطاني، ولد في 16 فبراير 1983 في رينتلن في ألمانيا.

## وصلات خارجية
- كيفن كان على موقع IBU (الإنجليزية)